# Mačva
Mačva (Servisch: Мачвански округ, Mačvanski okrug) is een district in Centraal-Servië. De hoofdstad is Šabac.

## Gemeenten
Mačva bestaat uit de volgende gemeenten:
- Bogatić
- Šabac
- Loznica
- Vladimirci
- Koceljeva
- Mali Zvornik
- Krupanj
- Ljubovija

## Bevolking
De bevolking bestaat uit de volgende etnische groepen:
- Serven: 317,658 (96,37 %)
- Roma: 3235 (0,98%)